# SCTV
SCTV (Surya Citra Televisi) – indonezyjska stacja telewizyjna należąca do przedsiębiorstwa Surya Citra Media. Została założona w 1990 roku.